# Faraone (Sant'Egidio alla Vibrata)
Faraone, noto anche con le denominazioni di Faraone Vecchio e Faraone Antico, è una frazione del comune di Sant'Egidio alla Vibrata in provincia di Teramo nella regione Abruzzo.
Fu possedimento di varie nobili famiglie, ma la più importante e ricca fu quella dei baroni Ranalli che governarono il territorio fino al 1950, anno del terremoto. I discendenti di questa nobile famiglia, nonostante il grave danno arrecato dal terremoto, possiedono gran parte dei territori di Faraone Nuovo e il proprio titolo baronale. 
Il paese rappresenta il nucleo originario più antico dal quale si sono trasferiti gli abitanti che hanno dato vita al paese di Faraone Nuovo, costruito nei pressi della chiesa paleocristiana di San Vito, quando con il Decreto del Presidente della Repubblica 23 febbraio 1952, n. 424, Luigi Einaudi stabilì il dislocamento in nuova sede urbana.
Lo spostamento dei residenti si rese necessario sia a causa dell'evento sismico che nel settembre del 1950 aveva colpito il paese e sia per l'accentuarsi del movimento franoso che coinvolgeva l'area dell'abitato, rendendo insicure e inagibili le dimore di Faraone.

## Geografia fisica

### Territorio
L'insediamento si trova tra i paesi di Villa Lempa e Sant'Egidio alla Vibrata, a meno di 5 km dal capoluogo comunale, al confine tra i territori dell'ascolano col teramano.

Il piccolo borgo sorge raccolto su una modesta altura che si eleva tra profondi fossati nei quali scorre il Salinello che si congiunge al Vibrata.

È possibile raggiungere l'area dell'incasato percorrendo la Strada Provinciale 2 che conduce a Villa Lempa e proseguire per via di Faraone Antico.

### Il borgo
Il borgo, come ricorda Luigi Ercole: «(…) era ne' tempi andati un Castello, di cui restano alcune vestigia, e dalle rovine del quale Farone è sorta.» Il centro sviluppa il suo compatto impianto architettonico tra una piccola gradinata in ciottoli e stradine in terra battuta, ricoperte da folta vegetazione da cui s'intravedono le antiche abitazioni. Le dimore si presentano come antichi ruderi e rovine, complessivamente sono circa 25, databili tra il XVIII e il XIX secolo, ma alcune mostrano segni di maggiore vetustà. Un tempo era interamente circondato da mura perimetrali di difesa di cui oggi sopravvivono solo alcuni tratti. Si accede al suo interno da sud, attraverso la porta rinascimentale che immette sulla piazza principale del paese, dove si trovano la chiesa dedicata a Santa Maria della Misericordia e il cosiddetto «palazzo baronale» appartenente ai ricchi baroni Ranalli, antica famiglia nobiliare di origini neretesi.

Il perimetro esterno della cinta muraria presenta un'altra porta, rivolta a est, realizzata in pietrame non lavorato legato da malta.

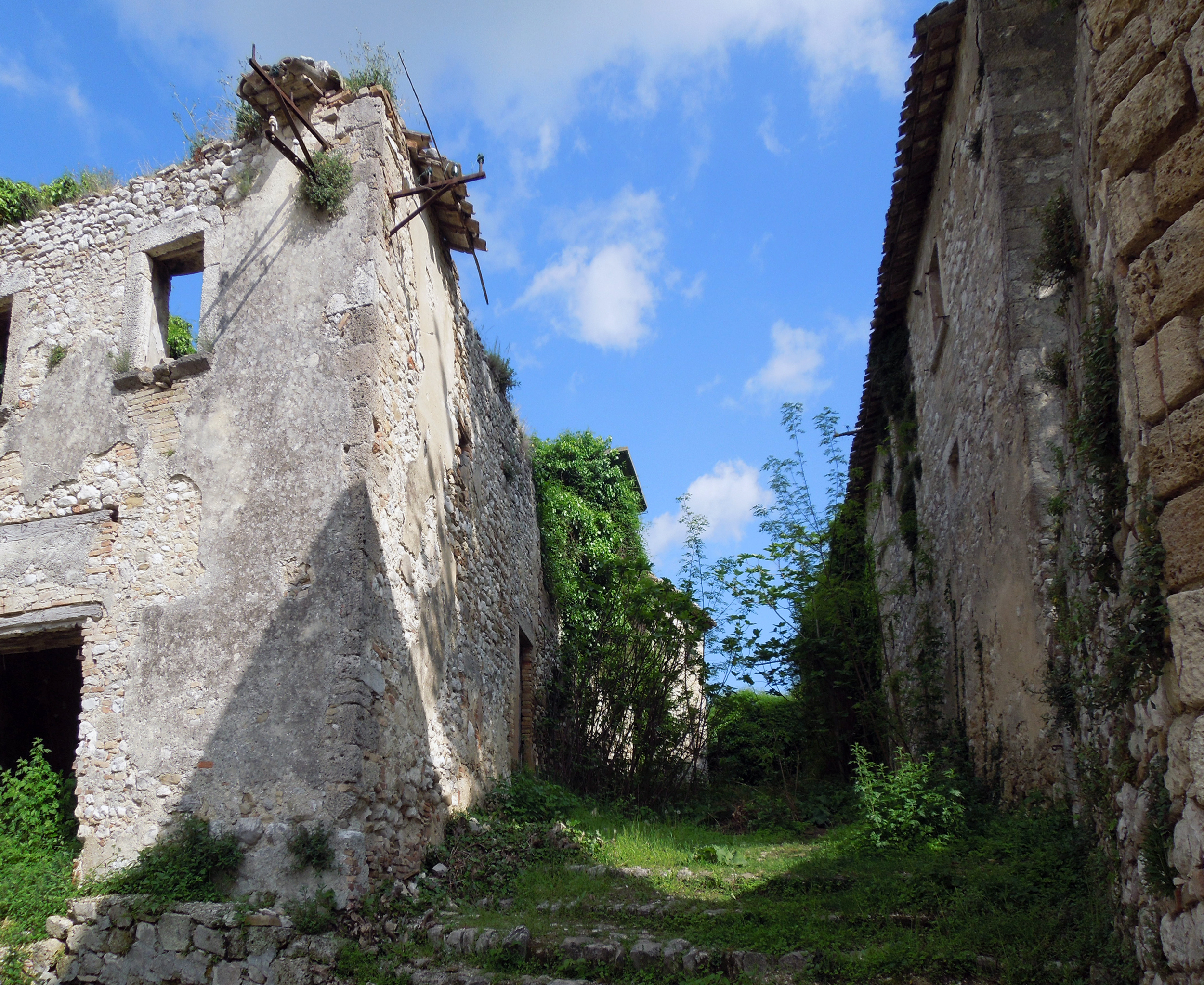
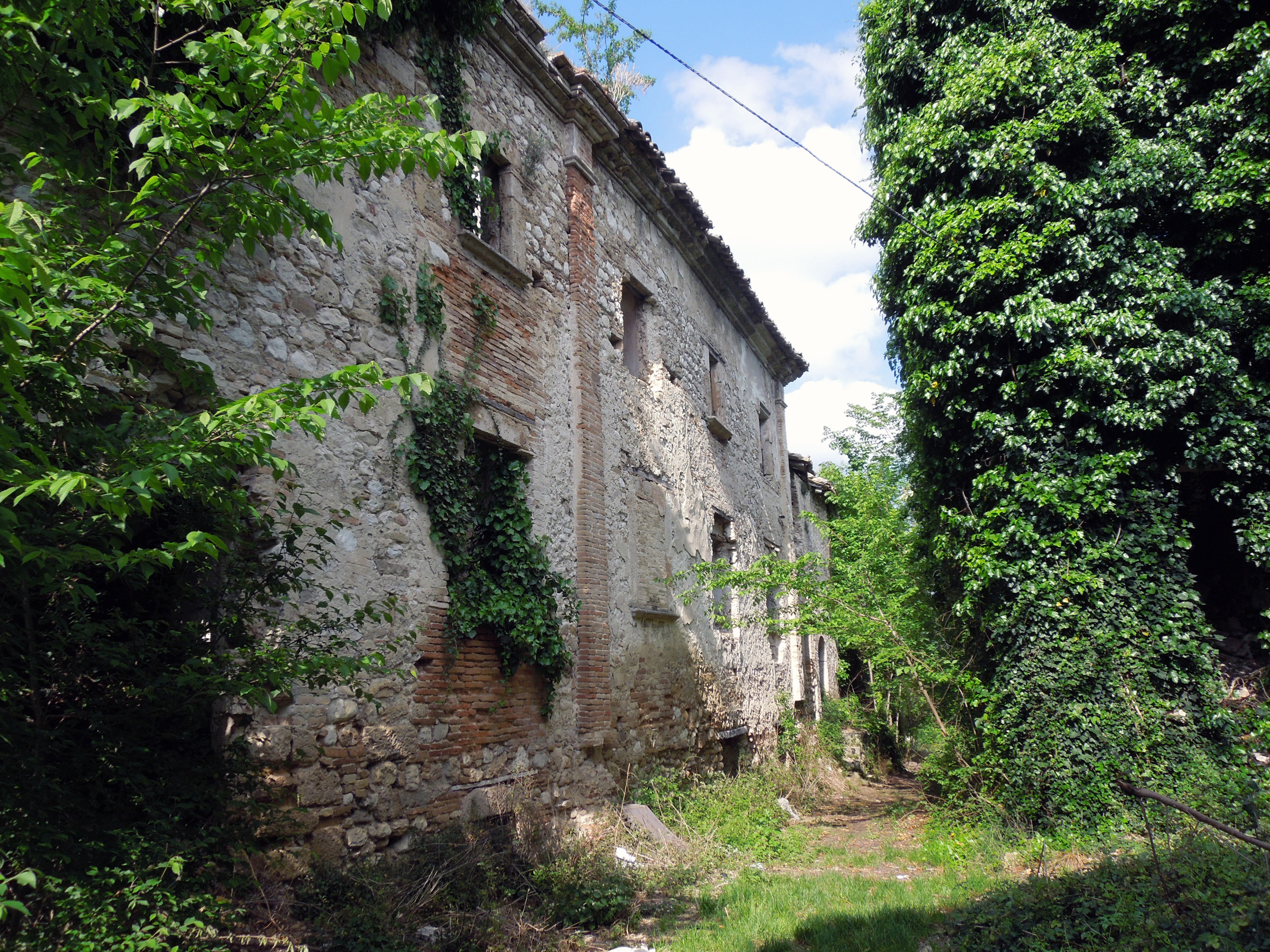
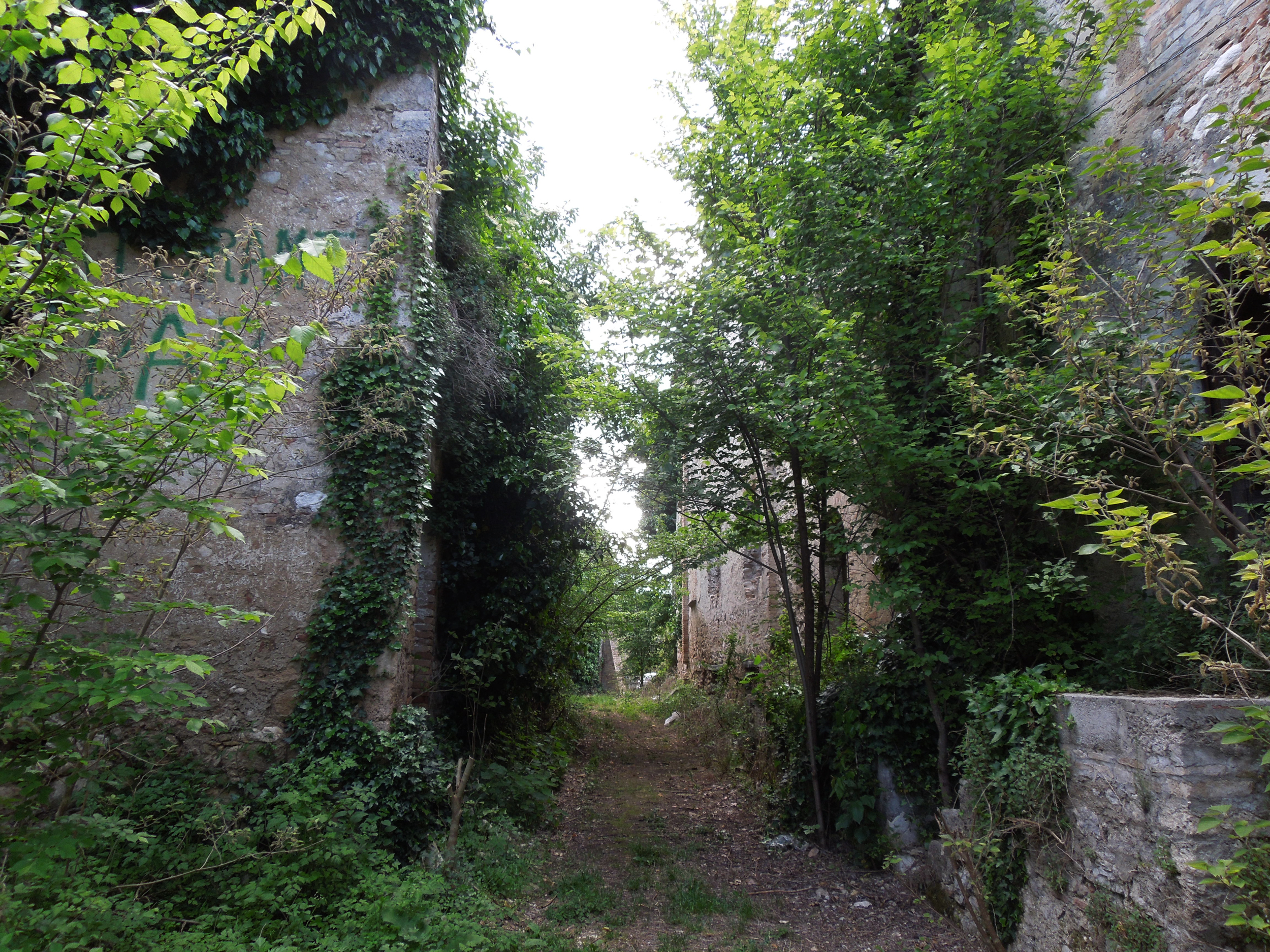
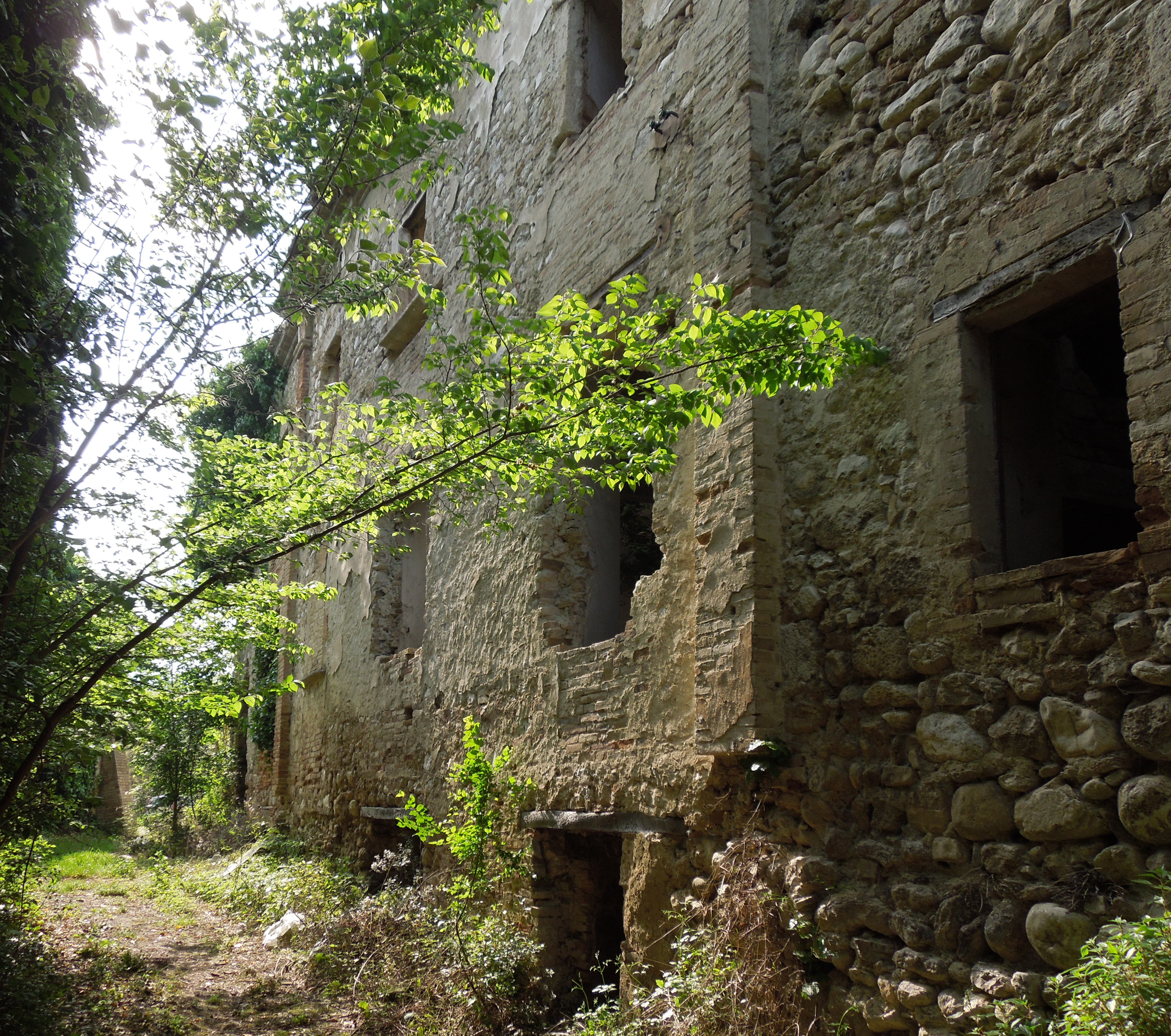
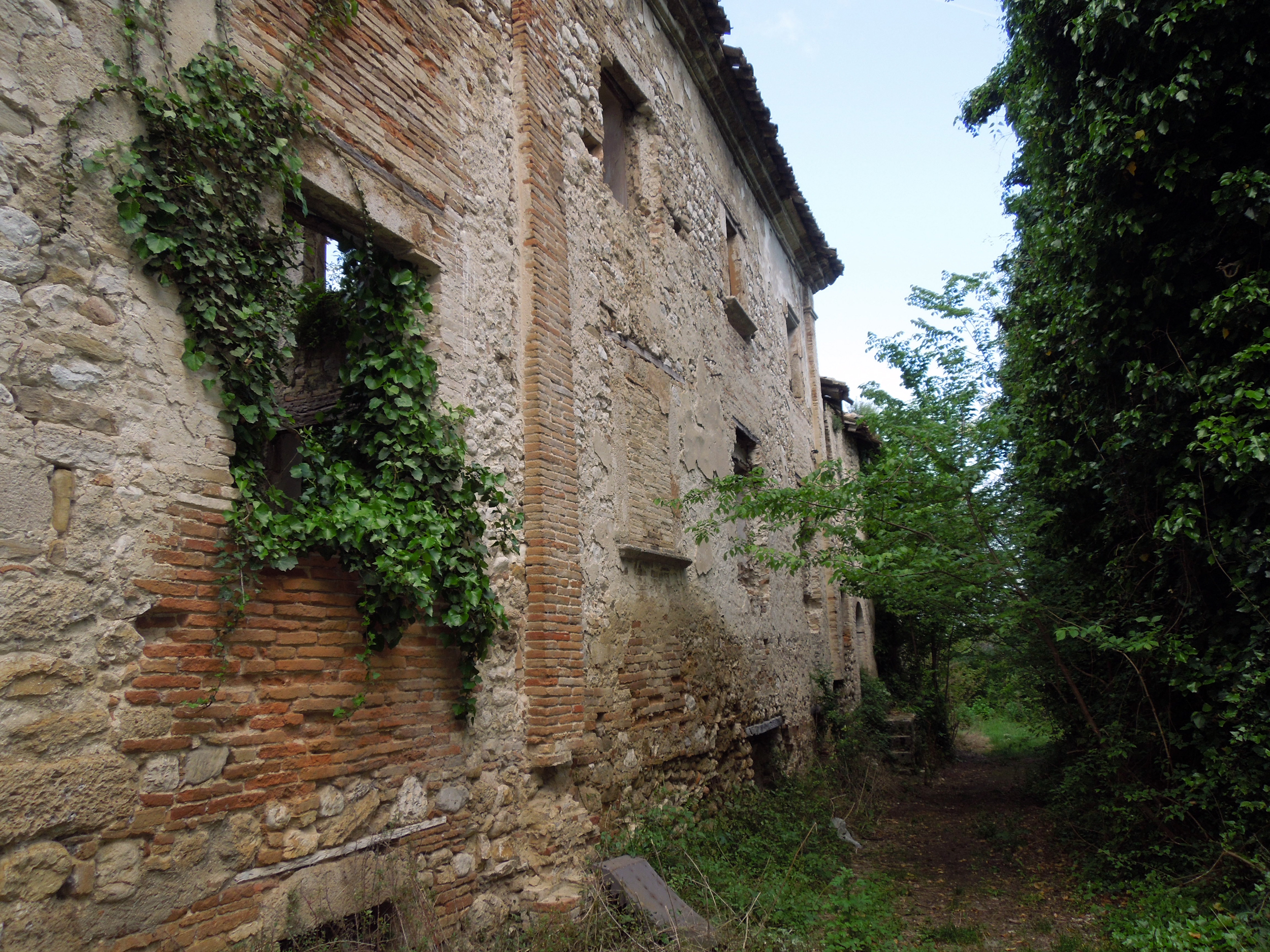

## Origini del nome
Il toponimo deriva dal termine longobardo «fara» che, nel tempo, ha assunto dapprima il significato militare di «spedizione» o «insediamento a scopo militare» e in seguito, quando il popolo germanico divenne stanziale, la connotazione agricola di «piccolo nucleo demografico e fondiario».

## Storia
Le origini di Faraone Vecchio risalgono al periodo della dominazione longobarda del territorio abruzzese, quando lo stesso popolo germanico eresse le opere fortificate sulla sommità dell'altura. La posizione strategica del sito fu sfruttata come baluardo militare di difesa del Ducato di Spoleto per il controllo della via Metella.
Nel corso dei secoli il paese visse alterne vicissitudini e passò dalle perteninze dell'Abbazia di Montecassino alla proprietà della Contea e del Capitolo di Ascoli Piceno, alle competenze del Giustiziere d'Abruzzo oltre il Pescara e all'università di Civitella del Tronto.

### XI secolo
- 1001 - I primi documenti che citano il castello di Pharaone risalgono all'anno 1001, quando, insieme a Murro, odierna denominazione di Piane di Morro, paese in provincia di Ascoli Piceno, fu donato da Raterio, figlio di Giuseppe, all'abbazia di Montecassino come bene di sua proprietà nella Contea Ascolana.[13]

### XII secolo
- 1137 - L'imperatore Lotario II menzionò in un elenco di pertinenze dell'abbazia cassinate i castelli di Pharaone e Murro.[13]
- 1150 - Corrado III, a Norimberga, affidò Faraone alla Contea Ascolana donandolo al vescovo di Ascoli.[13]
- 1185 - Federico I fra i possedimenti riconosciuti alla Chiesa Ascolana che accolse sotto la sua protezione il 18 settembre dello stesso anno, citò anche Pharaone.[13]
- 1193 - Enrico IV donò Faraone al vescovo Rinaldo della Chiesa di Ascoli.[13]

### XIII secolo
- 1252 - Innocenzo IV riconfermò tra i possedimenti della Chiesa Ascolana il Castello di Faraone con l'obbligo per gli uomini della località di giurare fedeltà e obbedienza al vescovo di Ascoli.[13]
- 1255 - Papa Alessandro IV, investendo Teodino vescovo di Ascoli, gli assegnò anche Pharaone.[13]
- 1237 - Carlo I d'Angiò comprese nelle competenze del Giustizierato d'Abruzzo oltre il Pescara anche Faraonum, affidandolo a Egidio de Saint-Liè che aveva investito della nomina di Giustiziere.[13]
- 1276 – Oltremare Melatino di Aquilano fu citato in giudizio dal Giustiziere d'Abruzzo per aver tenuto occupate parti del castello di Faraone.[13]

### XIV e XV secolo
- 1320 – Nell'ottobre di questo anno la Regia Curia, nella città di Napoli, fissò in 22 once e 14 grana la sovvenzione annua di Faraone.[14]
- 1454 – Alfonso V d'Aragona acconsentì alla vendita di una porzione dei feudi di Faraone tra il chietino Giovanni Vagliani, venditore, e Gioacchino di Nicola Luigi e Marino di Cola Mingo di Civitella del Tronto.[14]
- 1497 – Federico d'Aragona restituì il Castello di Faragone, allora in possesso della Chiesa, all'università di Civitella del Tronto.[14]
- 1499 – Il Castello di Faragone fu reintegrato da Federico d'Aragona nell'università di Civitella del Tronto e affidato al sindaco Vanne di Cola.[14]

### XVI e XVII secolo
- 1502 – Luigi XII, re di Francia, sancì il possesso del Castello di Faraone all'università di Civitella del Tronto.[14]
- 1556 – Il castello di Faraone fu occupato dalle truppe pontificie al comando di Antonio Carafa, conte di Montorio e nipote di Paolo IV, che partì da Ascoli.[15]
- 1588 – Papa Sisto V emanò il motu proprio, (Nuper de certis causis), che unì le dipendenze dell'abbazia di Santa Maria in Montesanto alla diocesi di Montalto.[16]
- 1611-1614 - Dagli atti del vescovo G.B. Visconti di Teramo risulta che a Faraone, in quegli anni, vi fu una chiesa parrocchiale.[15]
- 1640 – Faraone fu trasferito in feudo dalla soggezione di Civitella del Tronto a Carlo Ottoni di Matelica.[15]

### XVIII e XIX secolo
- 1797 - Farone contava 1500 anime. Il Castello si trovava nella sfera dei possedimenti della famiglia nobiliare dei Ranalli.[15]
- 1863 – Con un Decreto Reale del 23 giugno Faraone fu accorpato al comune di Sant'Egidio alla Vibrata.[1]

### Epoca contemporanea
Nel biennio 1950-51, varie scosse di terremoto interessano il monte del Gran Sasso d'Italia, danneggiando vari paesi della provincia teramana, tra cui il capuluogo, i paesi di Isola del Gran Sasso d'Italia, Pietracamela, Castelli, Campli, Civitella del Tronto. Le scosse maggiori furono di Mw 5.7, questa avvenne il 5 settembre 1950, seguita da forti repliche il 18 settembre 1950, l'8 marzo 1951 e il 21 maggio 1951
Faraone subisce gravi danni, soprattutto a causa del terreno cedevole, tanto che il paese si sposta leggermente verso il fiume Tronto. Rendendosi inabitabile, nel 1952 si decide l'abbandono definitivo del paese, e la costruzione del centro di Faraone Nuovo, più a valle, in terreno più sicuro. Viene eretta la nuova parrocchia della Madonna della Misericordia, nel centro della nuova frazione.
Faraone Vecchio non viene più recuperato, benché possa essere valorizzato al livello turistico e culturale, e subisce altri danni con i terremoti del 2009 e del 2016.

## Monumenti e luoghi d'interesse
Tra le dimore del borgo spicca l'edificio del «palazzo baronale», probabilmente risalente al XVII secolo. Si tratta di una robusta e massiccia costruzione, speronata dopo il terremoto del 1950, che si eleva sulla destra della porta di accesso al paese. Con la sua spoglia facciata delimita il lato della piazza principale che fronteggia il prospetto della chiesa e parte della recinzione muraria.

Meritevole d'interesse è anche un palazzetto del 1844, al cui interno si aprono gradevoli sale con pareti e soffitti dipinti secondo lo stile e il gusto dell'epoca.

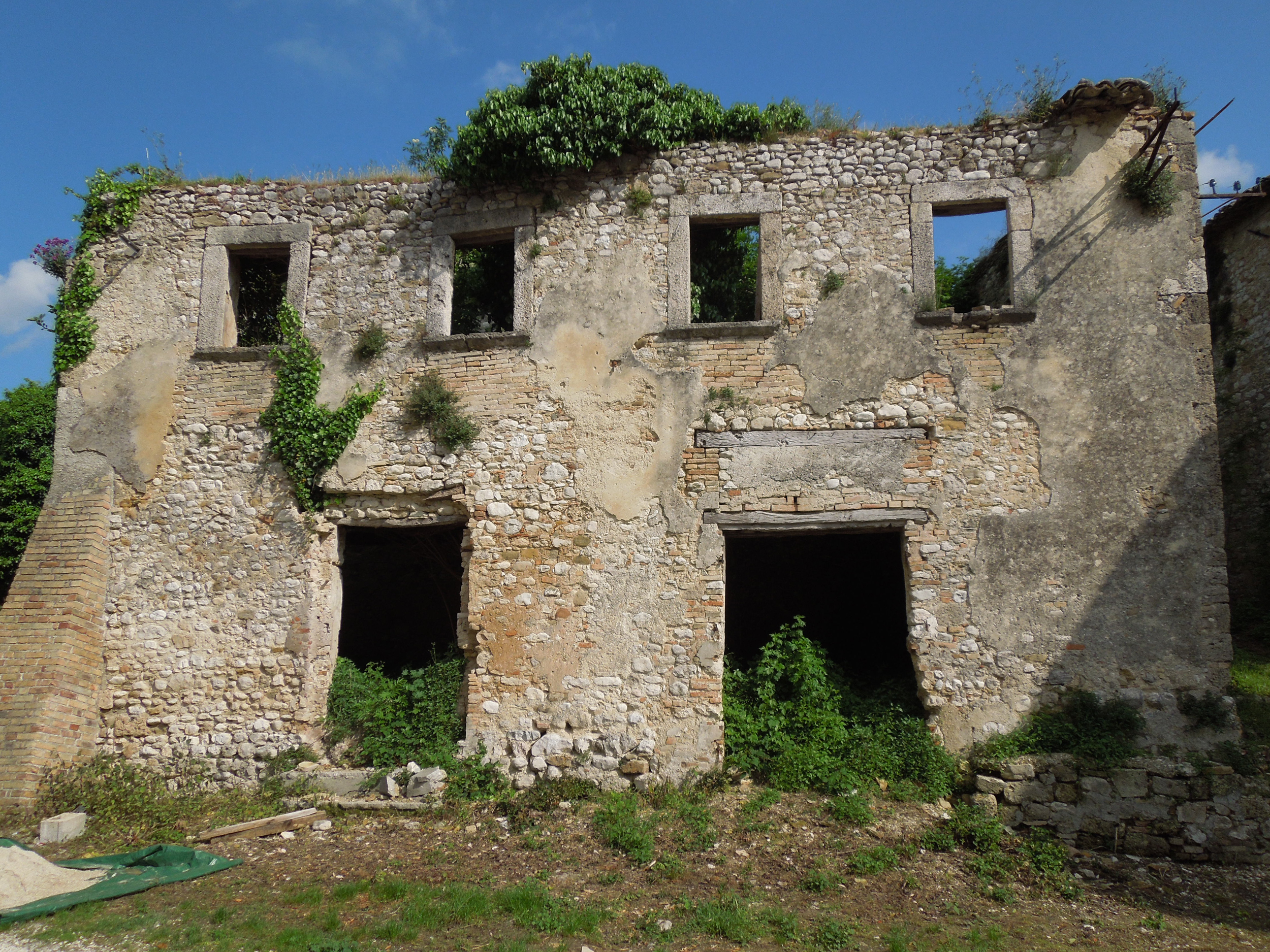
Il palazzo baronale
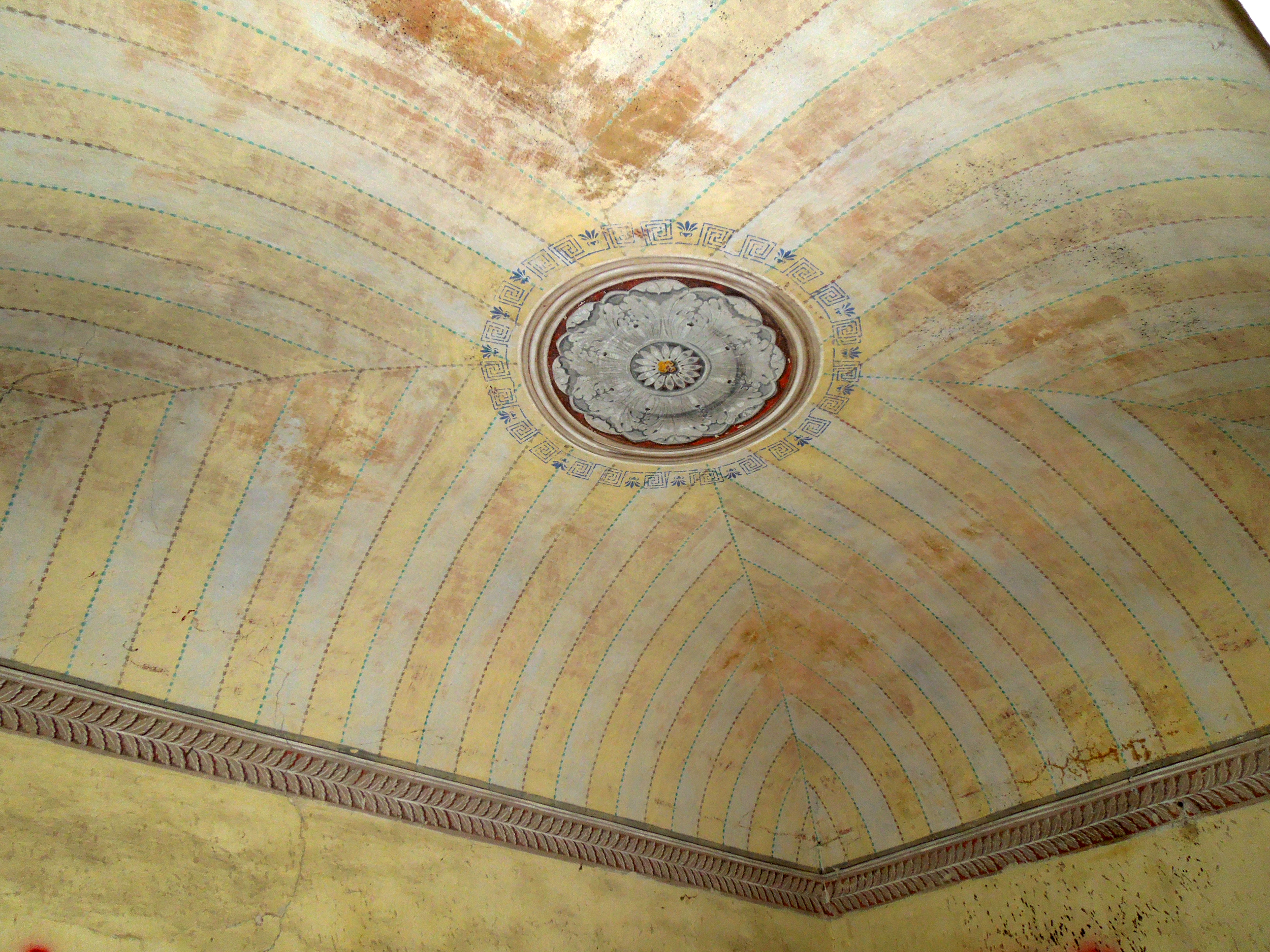
Soffitto dipinto di una stanza del palazzetto del 1844
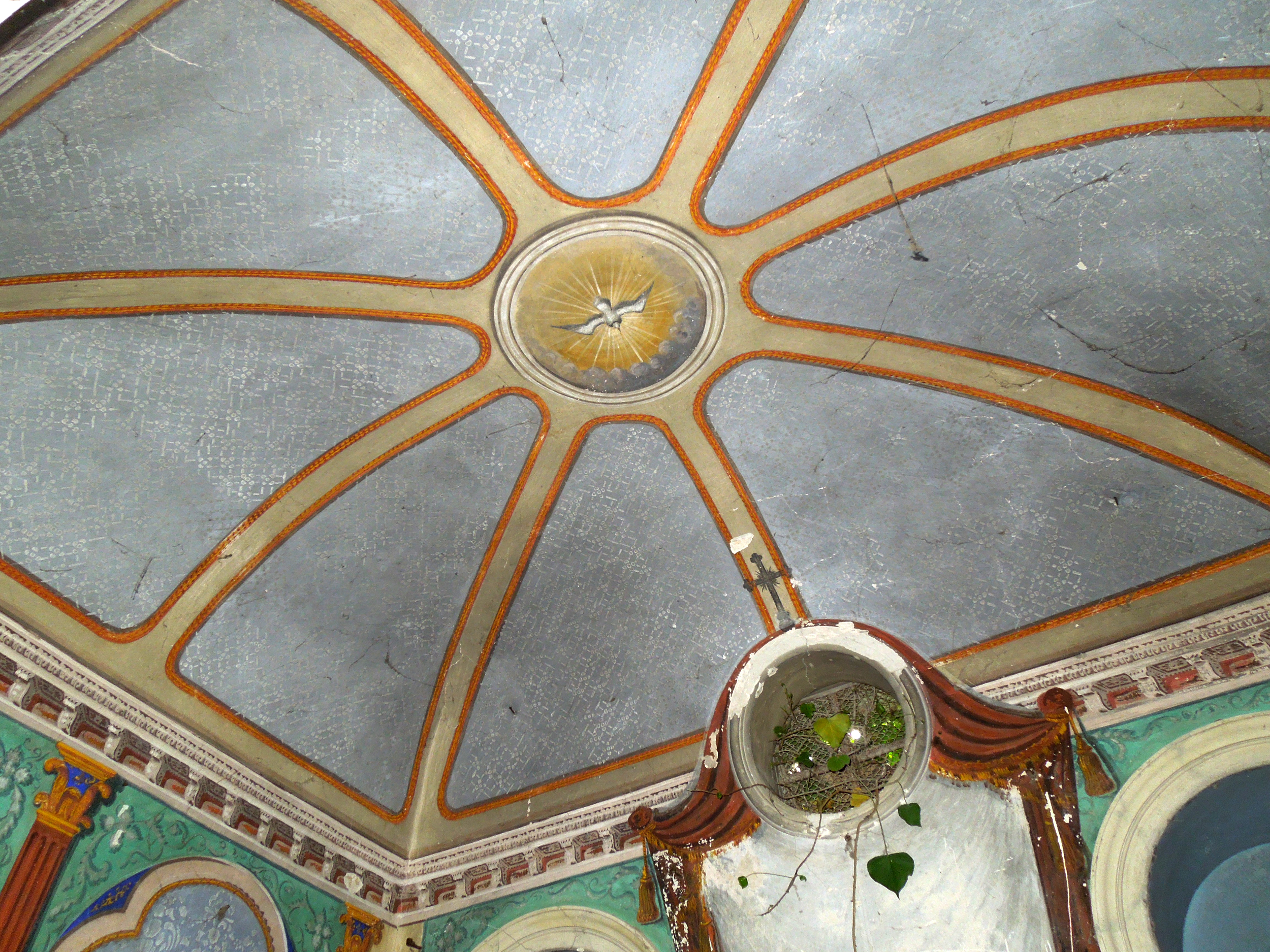
Soffitto dipinto di una stanza del palazzetto del 1844
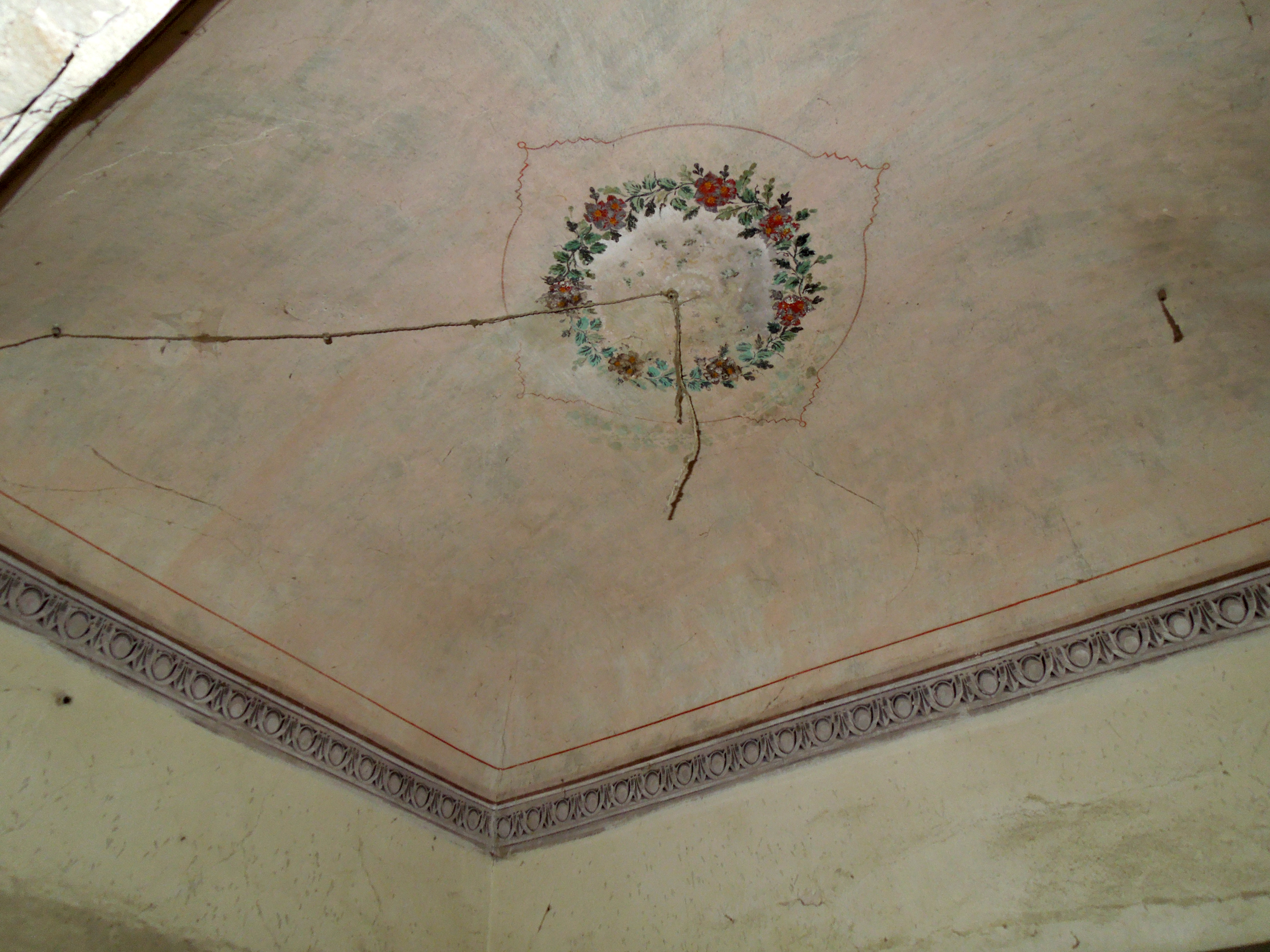
Soffitto dipinto di una stanza del palazzetto del 1844
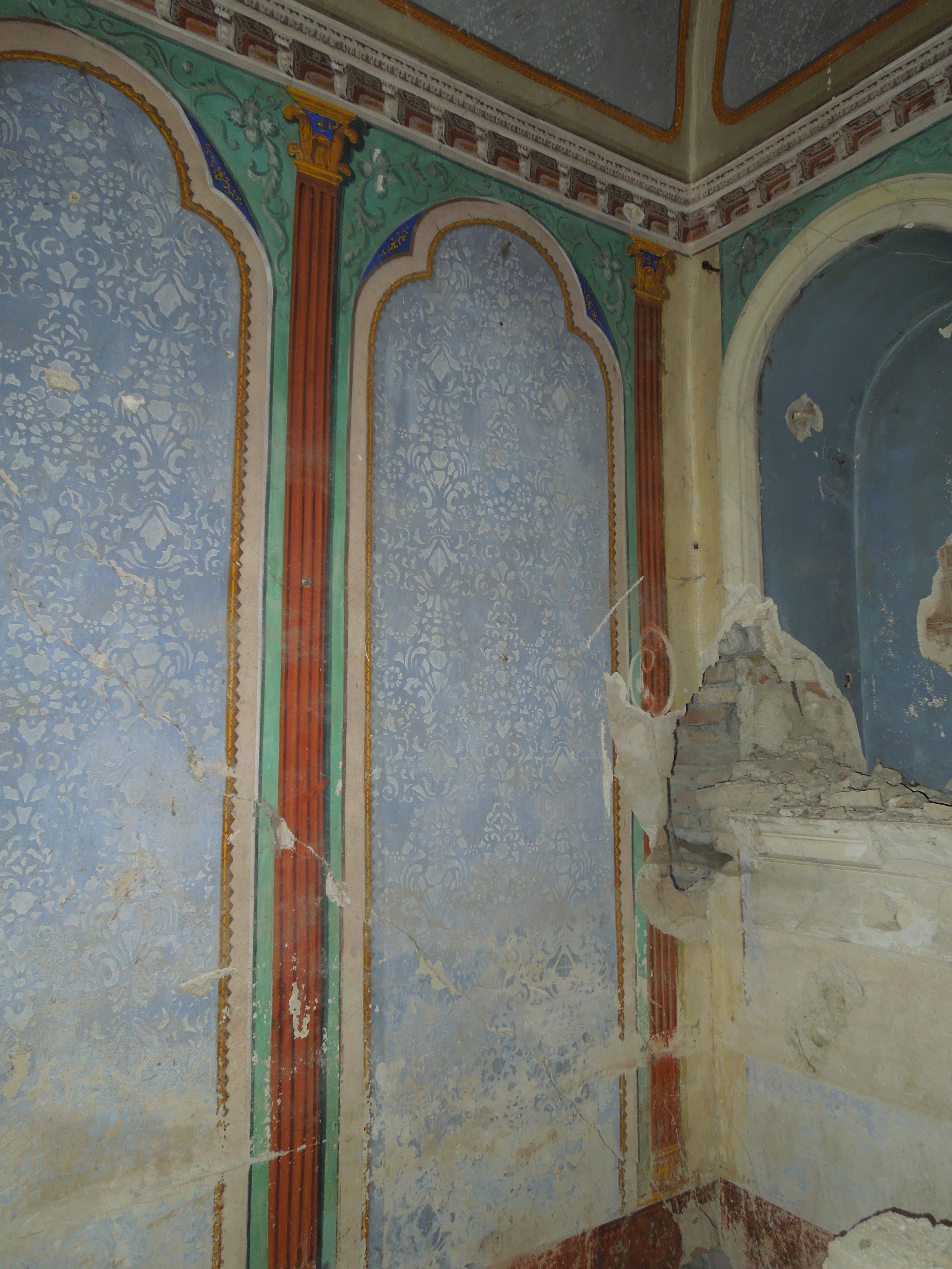
Parete dipinta di una stanza del palazzetto del 1844
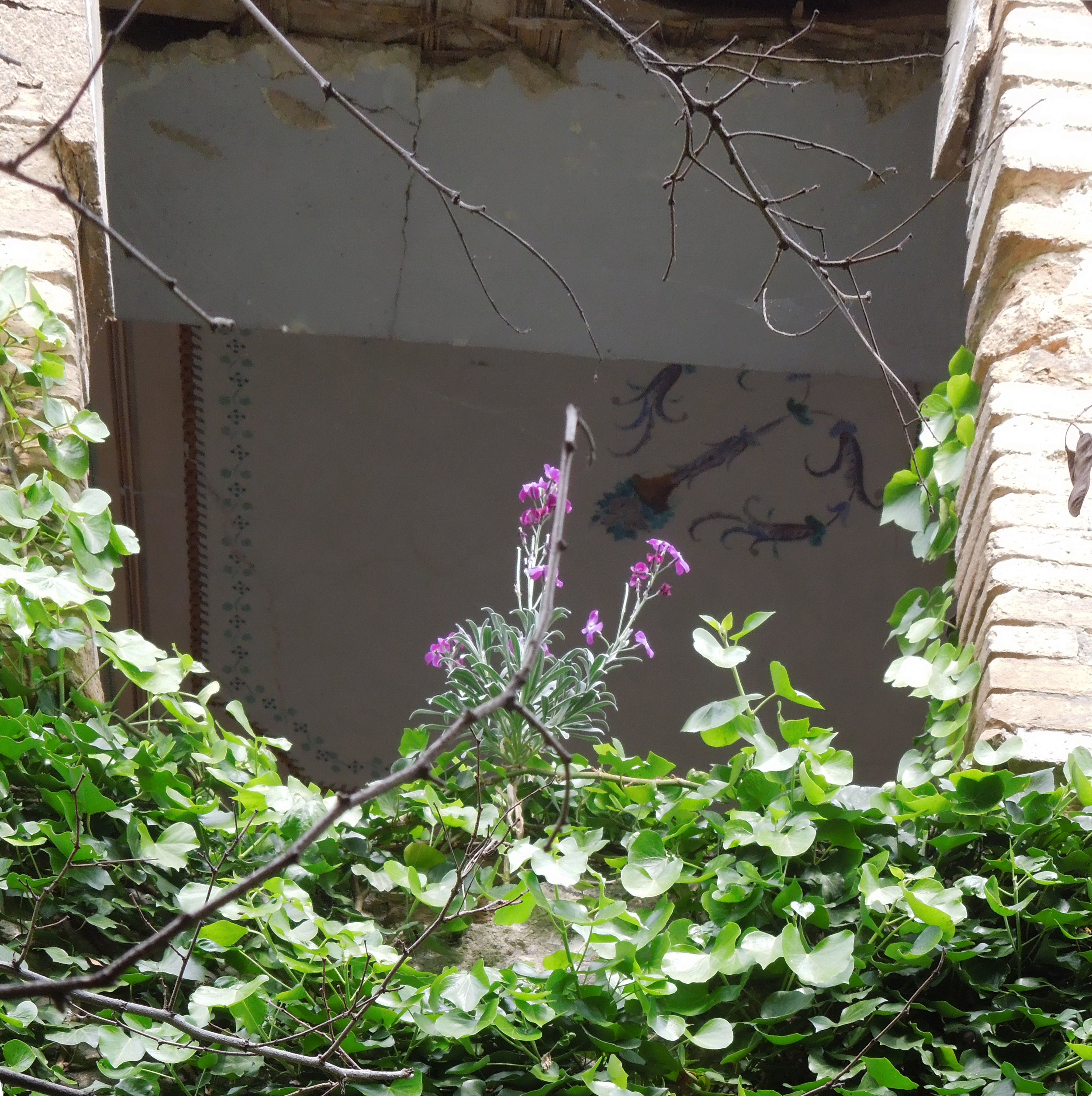
Soffitto dipinto di una stanza del palazzetto del 1844

### La porta meridionale
Il varco meridionale d'ingresso al borgo, detto anche «Porta di Faraone», si mostra con un'architettura semplice e pulita, costituita da un arco realizzato a muratura liscia sormontato da una torre merlata. Una cornice di mattoni corre sui profili dell'arco e prosegue anche nelle facce interne delle curvature.
L'opera ha beneficiato di un recente intervento di restauro e reca nel suo tessuto murario un concio di pietra con epigrafe e uno stemma gentilizio rimessi in opera, oltre a un bassorilievo eseguito su lastra in terracotta, nel 1944, da Ghino Sassetti Asculanus. Nella composizione del mezzo tondo compaiono la Madonna col Bambino, seduta in trono, cui san Giovannino offre il paese di Faraone. Sulla lapide sottostante l'iscrizione recita: «Maria Santissima della Misericordia. Il Parroco D. Giovanni Reali e il popolo di Faraone alla loro protettrice, perché liberati dai pericoli della guerra. A. D. 1944».

Nella porzione di muro compresa tra la chiave di volta dell'arco e l'opera dedicata alla Vergine si trova la pietra rettangolare che reca l'epigrafe formata da due croci che fiancheggiano la data 1467 e l'iscrizione «Adl 2 d / E Set(em)br(E)». La data potrebbe riferirsi all'epoca dell'elevazione della struttura delle mura di cinta a pietre squadrate legate da malta. In alto a sinistra è presente lo stemma gentilizio in pietra di Generoso Cornacchia di Civitella del Tronto, qui aggiunto durante la fase dell'ultimo restauro, in cui compare uno «scudo sannitico alla torre rettangolare, caricata di una cornacchia» con ai lati le lettere «G» e «C» e, all'interno, la data 1511.

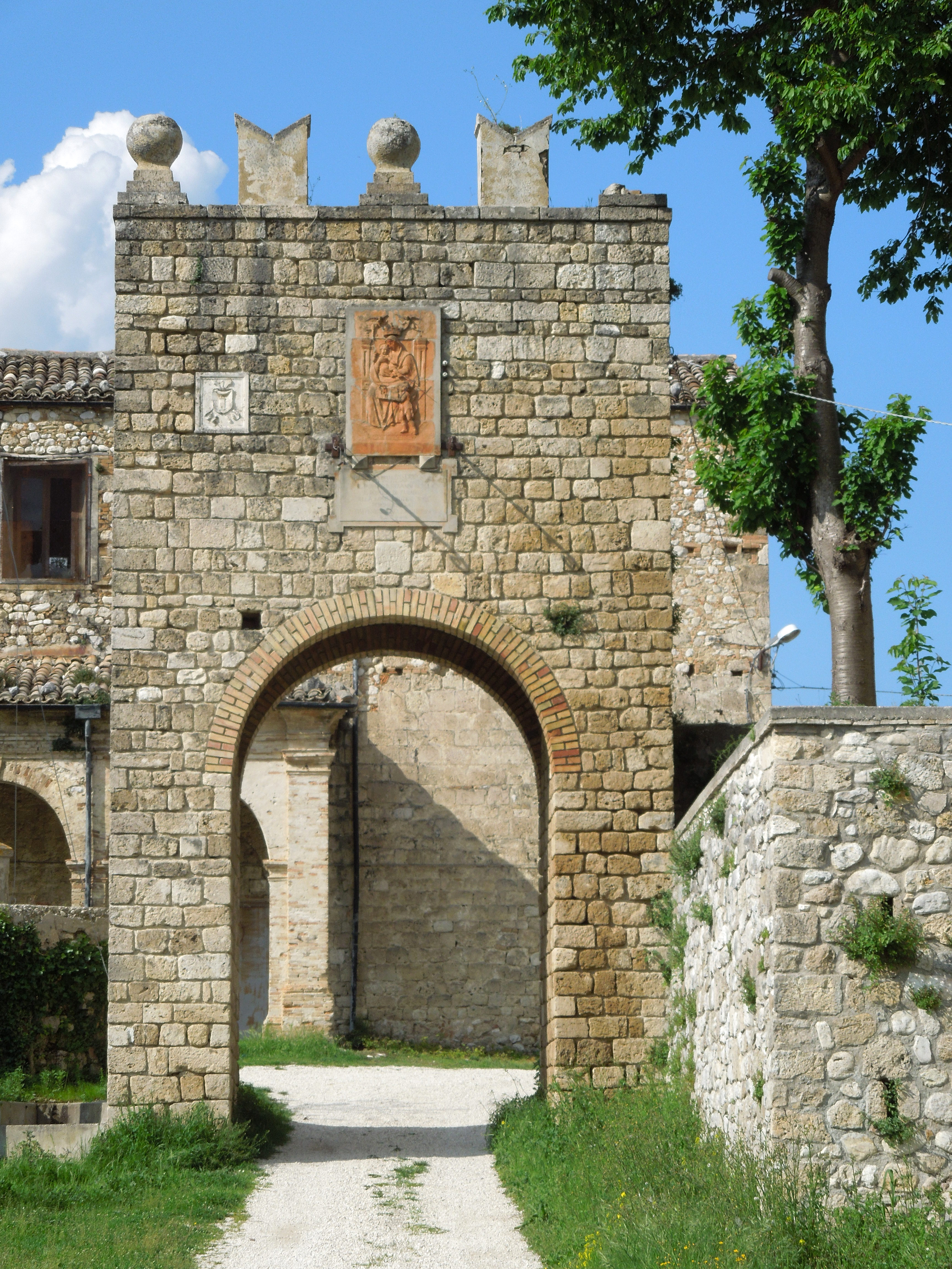
Porta meridionale del borgo
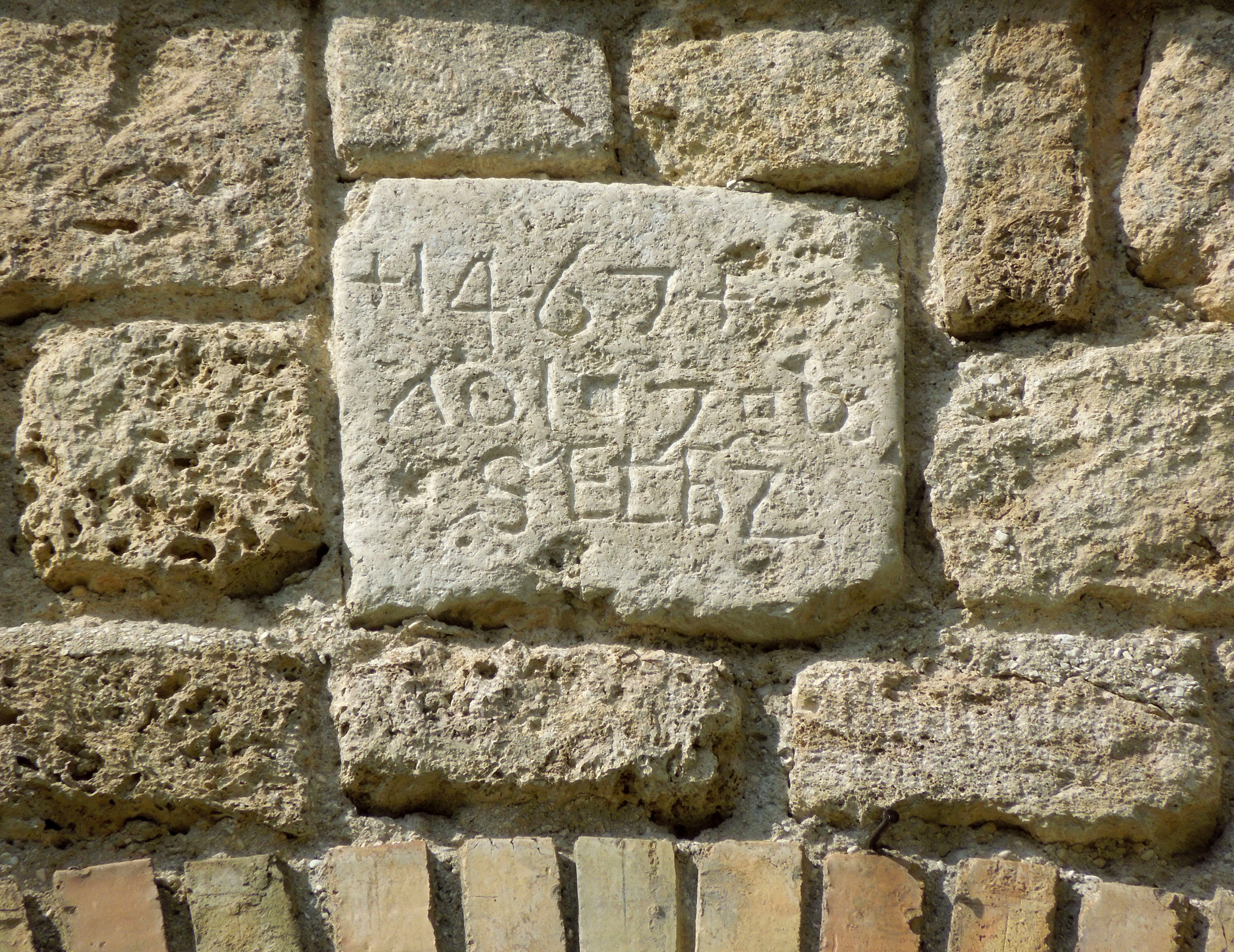
Epigrafe con la data 1467
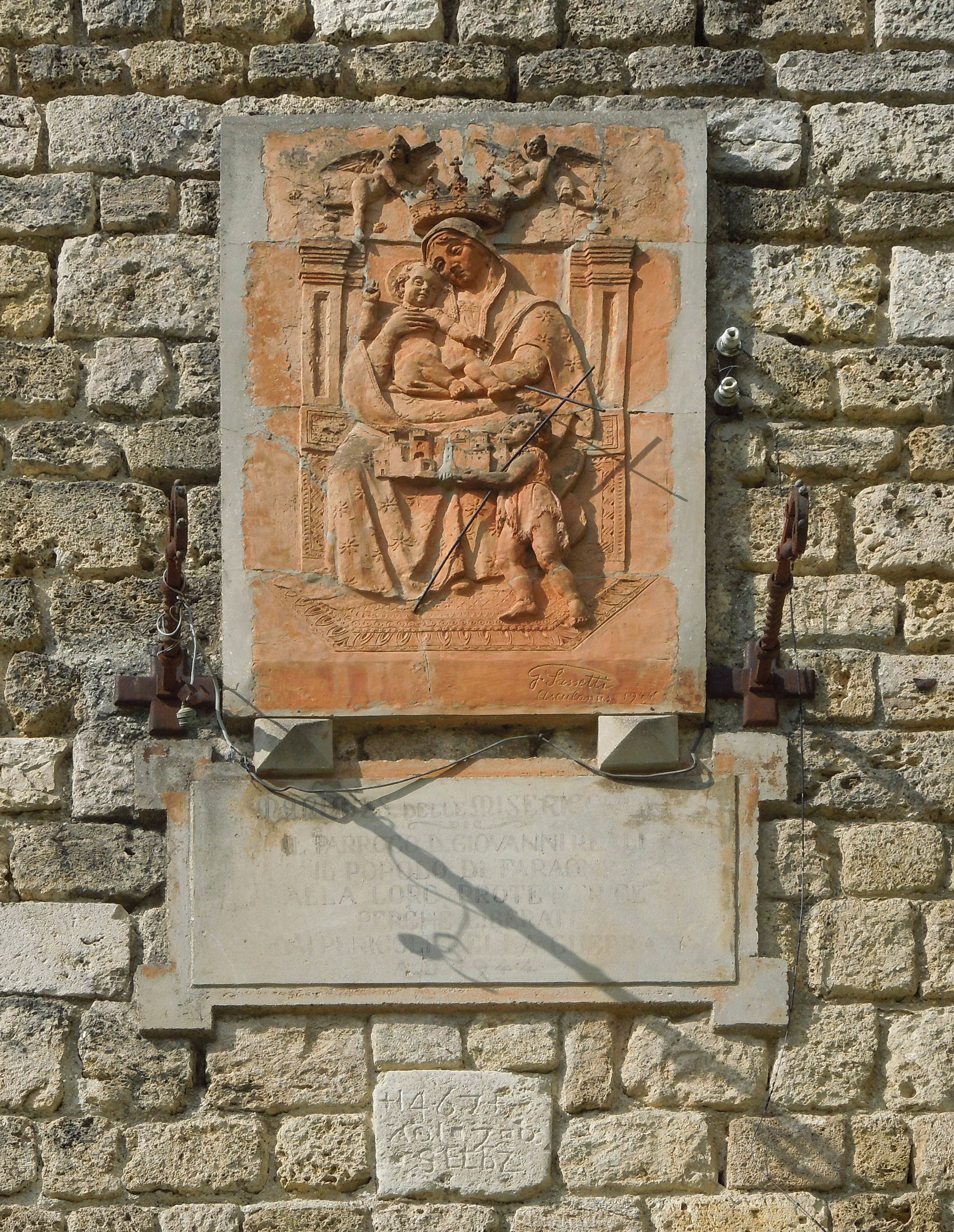
Bassorilievo della Madonna col Bambino
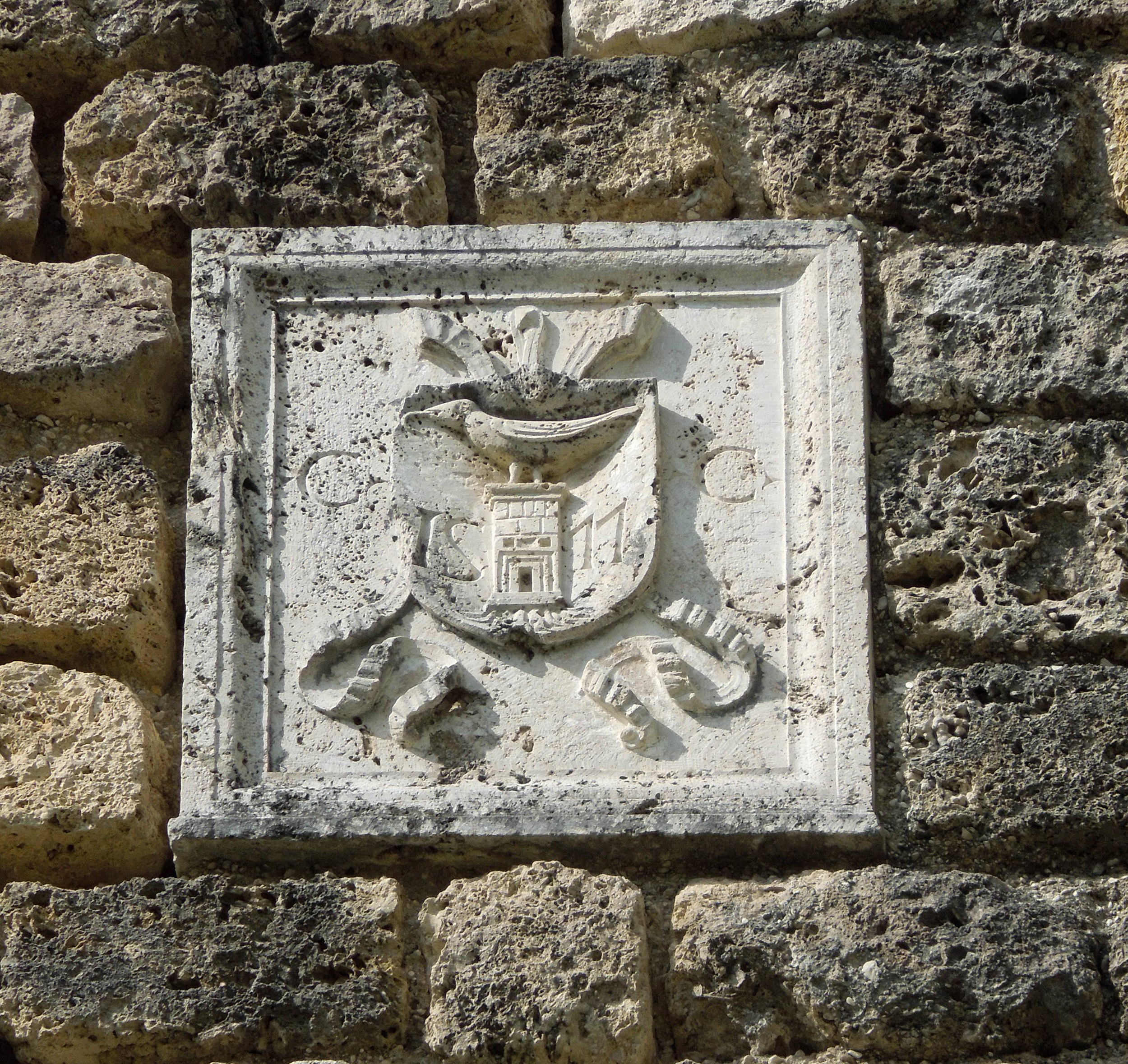
Stemma di Generoso Cornacchia

### Chiesa di Santa Maria della Misericordia
La chiesa è stata edificata all'interno del perimetro delle mura di cinta del borgo, lungo il ciglio del dirupo meridionale dell'altura. Dall'estetica semplice ed essenziale è scandita da un'unica navata. Si evidenzia, nei tratti inferiori della costruzione delle pareti, un impianto primitivo realizzato con pietre squadrate e sopraelevato con pietre non lavorate legate da malta. L'austera facciata accoglie l'apertura d'ingresso, sormontata dall'architrave con epigrafe del portale, due finestre ad arco murate, una finestra ad arco aperta e un oculo. L'iscrizione dell'architrave recita: «Hoc templum / ad meliorem formam redactum est / anno 1888 / Aloisio Franchi». Restaurata nel corso dei secoli, deve all'intervento conservativo, eseguito alla fine del XIX secolo, l'aggiunta della rifinitura in mattoni della porta d'ingresso e del portico esterno costruito lungo il fianco longitudinale sinistro. La chiesa è una delle parrocchie delle vicarie foranee della Diocesi di San Benedetto del Tronto-Ripatransone-Montalto. Al suo interno erano conservati pregevoli arredi, ora custoditi presso la nuova chiesa parrocchiale.

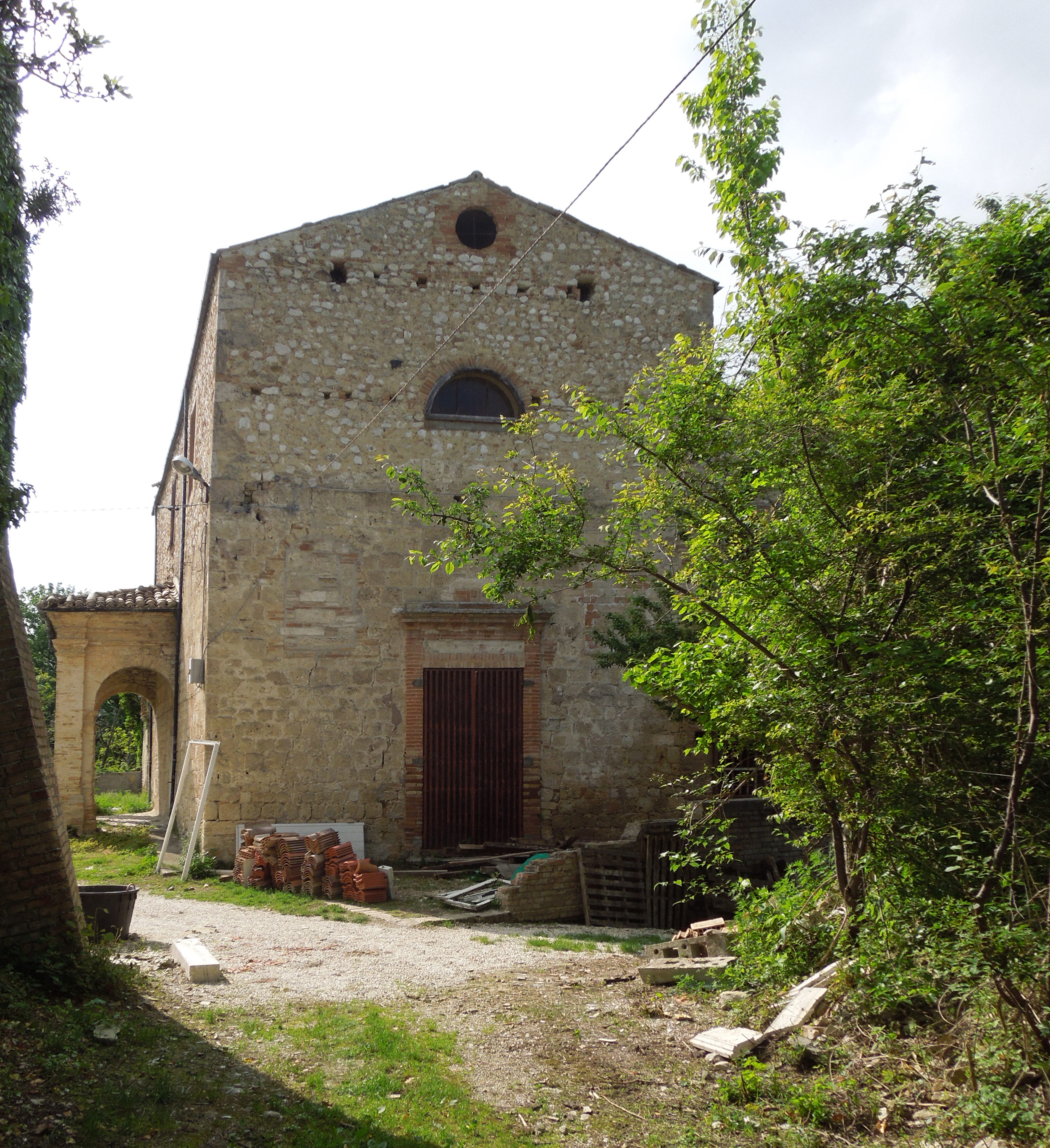
Facciata della chiesa di Santa Maria della Misericordia
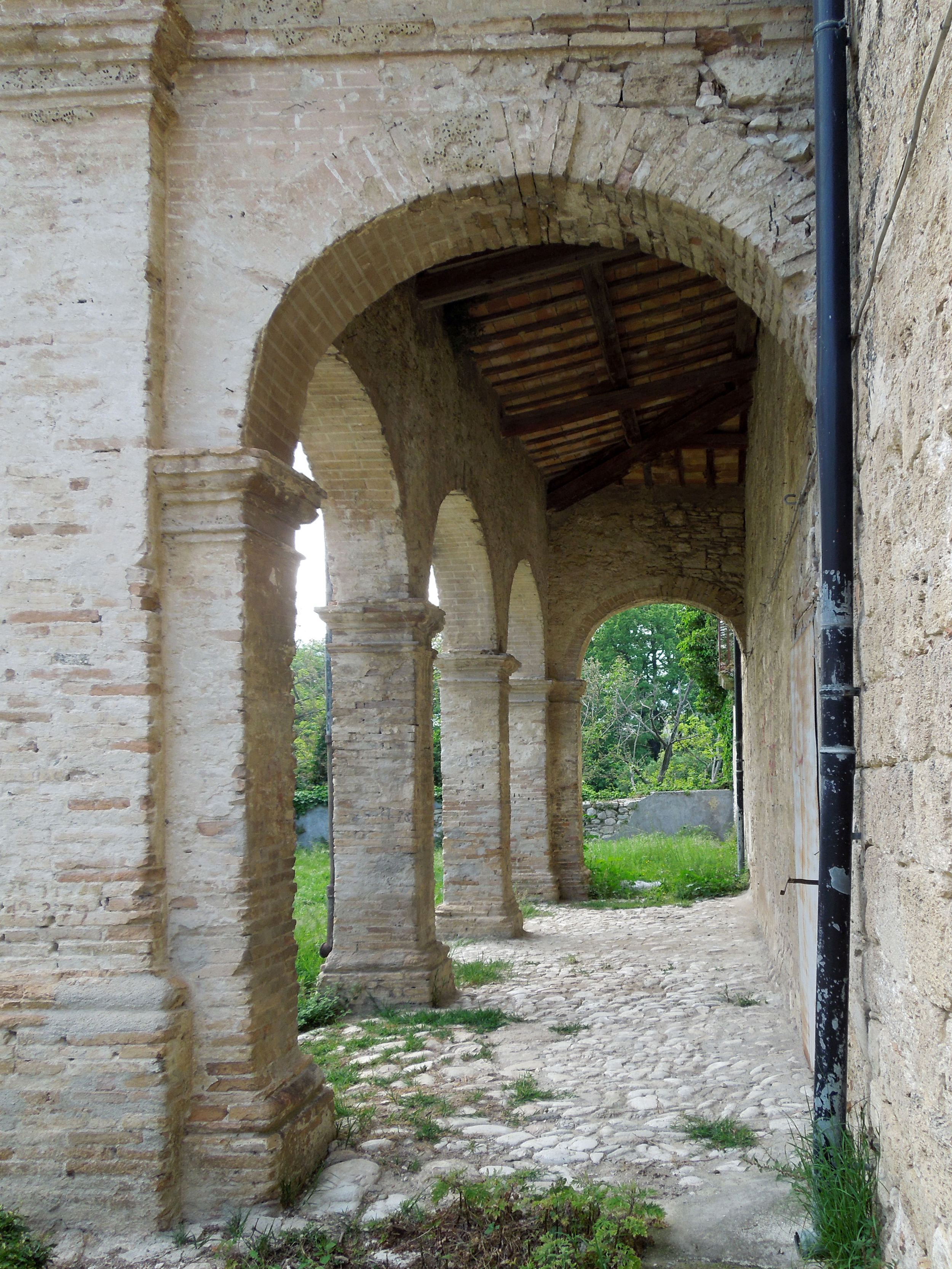
Il portico
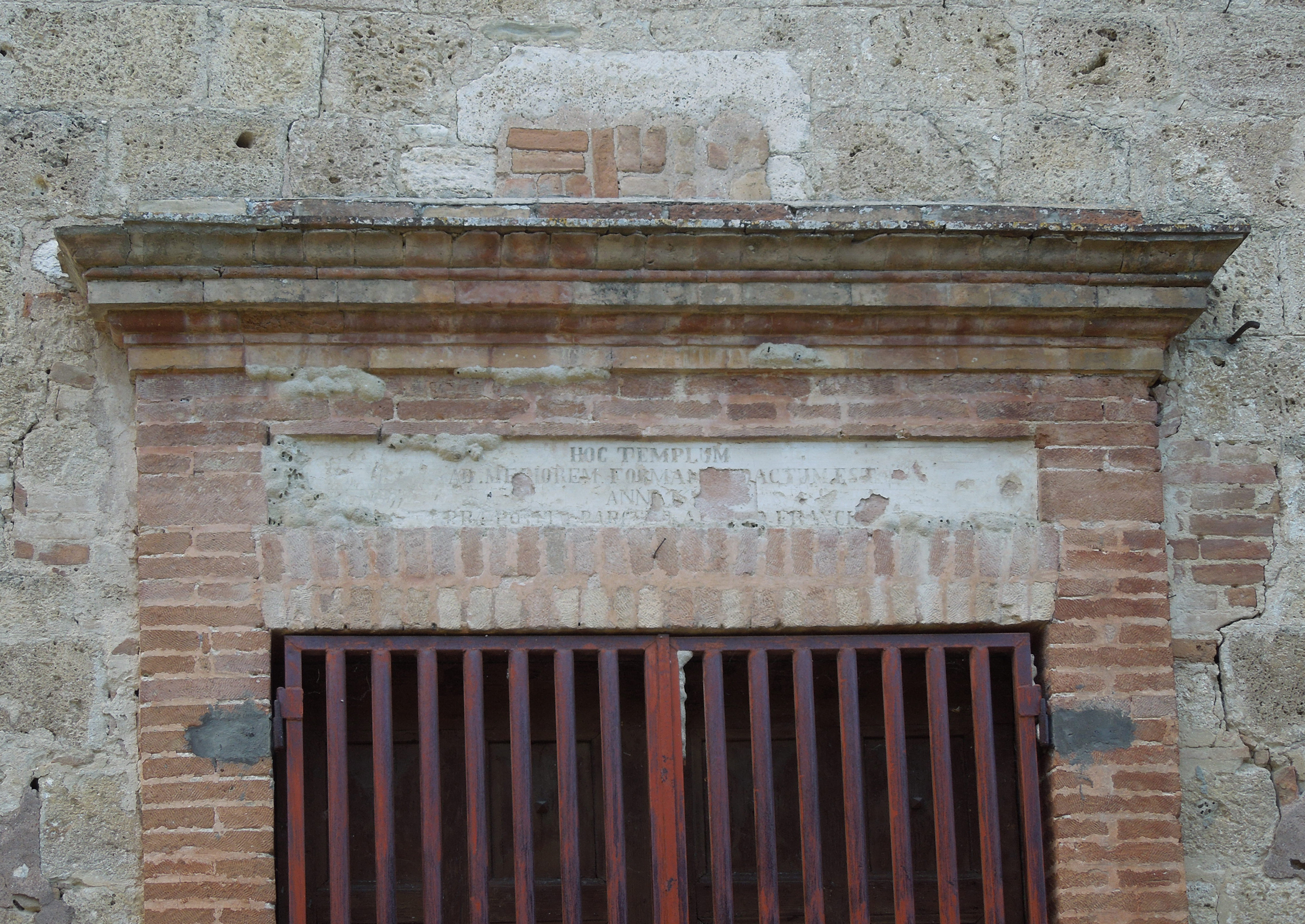
Iscrizione del portale
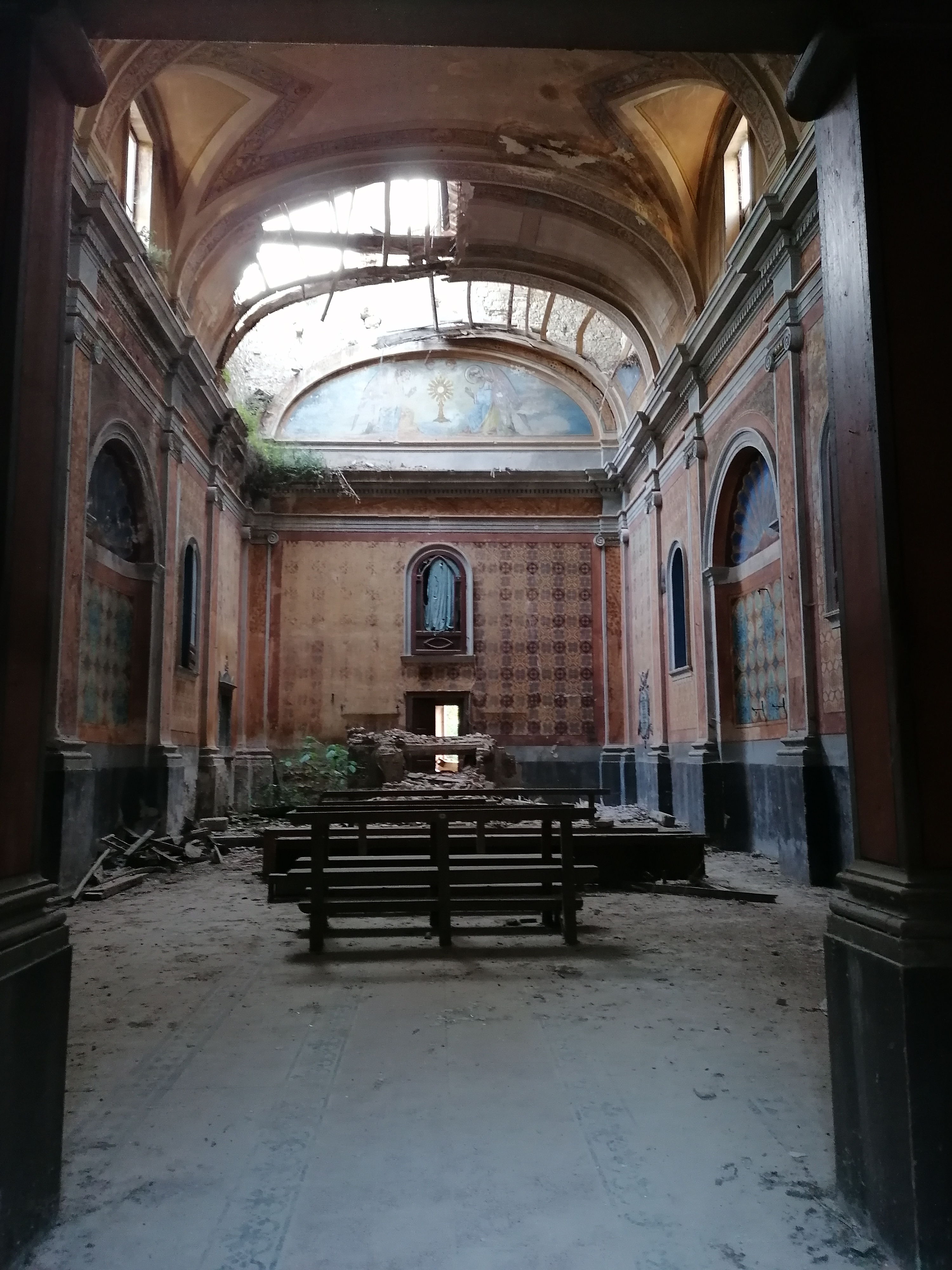
L'interno della chiesa